# Coelioxys nivosa
Coelioxys nivosa är en biart som beskrevs av Pasteels 1968. Coelioxys nivosa ingår i släktet kägelbin, och familjen buksamlarbin. Inga underarter finns listade i Catalogue of Life.